# Reformierte Kirche Fislisbach

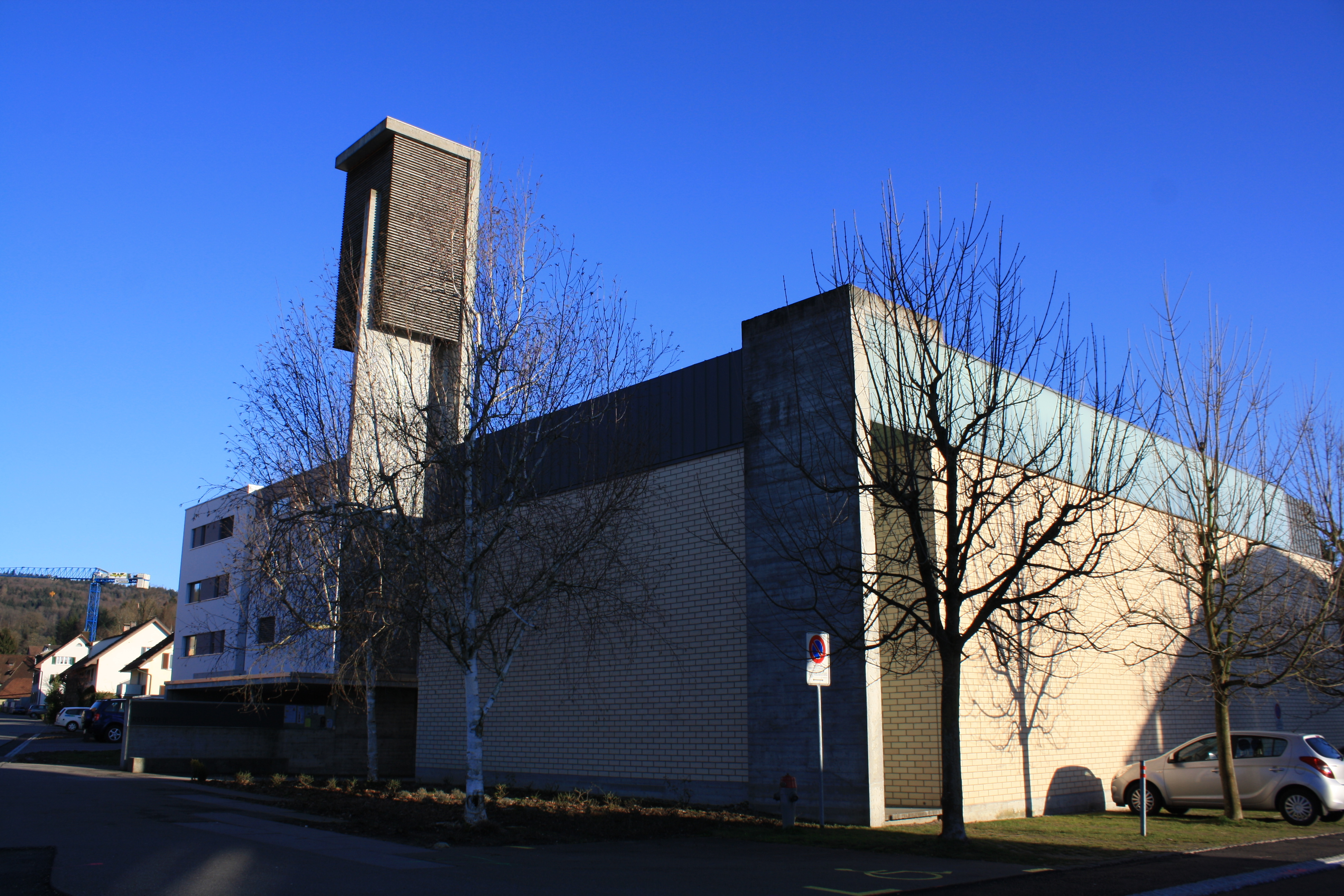
Ref. Kirchenzentrum in Fislisbach

Die reformierte Kirche Fislisbach ist ein 1995–1996 von den Badener Architekten Othmar Gassner und Piero Rossini errichteter Betonbau. Zum Kirchenbau gehört ein Kirchenzentrum mit Gemeinderäumen.

## Geschichte
Durch den Zuzug von immer mehr Reformierten nach Fislisbach entstand Ende der 1960er-Jahre bei den Kirchgemeindemitgliedern der Wunsch nach eigenen Räumlichkeiten der damals zur Teilgemeinde Rohrdorf der Kirchgemeinde Mellingen AG gehörenden Fislisbacher Reformierten. So wurde 1968 ein Kirchenbauverein gegründet, dessen Ziel ein eigener Gottesdienstraum in Fislisbach war. Mit der Einweihung des ökumenischen Kirchgemeindehauses im Jahr 1975 wurde dieses Ziel erreicht, dennoch wurde der Kirchenbauverein nicht aufgelöst. Da dieser ökumenische Raum auch von Vereinen genutzt wurde und den Bedürfnissen der Teilgemeinde nach einem eigenen Sakralraum nicht gerecht wurde, wurde der Kirchenbauverein wieder aktiv. 1992 wurde ein Projektwettbewerb durchgeführt, aus dem der Entwurf des Badener Architekturbüros Gassner und Rossini als Sieger hervorging. Der erste Spatenstich fand im November 1995 statt und Anfang April 1997 wurde der erste Gottesdienst in der Kirche gefeiert. Die Kirche ist damit die jüngste reformierte Kirche im Kanton Aargau.